# 三分子
三分子，是臺灣臺南市北區的一個傳統地域名稱，位於該區東部，東側以柴頭港溪與永康區為界。相較於今日行政區，其範圍大致包括正覺里東北半部、北門里、永祥里、大光里、大興里不含西部、公園里東北端、長勝里、開元里、元寶里、中樓里不含南部邊界地帶、振興里、仁愛里、合興里、力行里、重興里、東興里，以及東區大學里北部、小東里北部（東和路以北區域）、莊敬里西北端（東和路以北區域）。

## 行政區劃
三分子位於台灣府城東北側，在日治初期，隸屬於台南廳永康下里三份仔庄；1920年行政區劃改制時，劃為臺南州臺南市的三分子大字。日治後期，鐵道東側俗稱水道町，西側俗稱伏見町。戰後成為台南市北區的一部分。

## 聚落
三分子位於大北門外，過去人口不多；至清治末期，三分子已形成兩個聚落，分別為三份子和中樓仔。三份子位於開元寺北側，中樓仔位於現今原日軍臺南衛戍病院附近。

## 設施
1680年（明永曆34年），鄭經即在三分子靠近柴頭港溪入海口處建立北園別館，即現今開元寺。1688年，在大北門外建立黃蘗寺，原為陳永華故居，1899年（明治32年）因建設鐵路和陸軍病院而拆除。1691年（清康熙30年），聖王公廟建於中樓仔街，後來因老舊倒塌，戰後在附近另址重建為中樓勝安宮。
日治時期，三分子大部分土地為軍事用地，鐵道西側除了臺南第一中學校（今 臺南二中）大部分為臺南練兵場（今 南二中北側），東側則有臺南陸軍射擊場和陸軍病院。在鐵道附近設有臺南第一中學校宿舍、鐵道宿舍、基督教墓地，和臺南水道事務所。戰後，運用原本的軍事用地，興建許多眷村，鐵路西側者為旭日新村、九六新村、實踐一村、大道新村、敬軍新村、四知五村，鐵路東側者為光復新村、樂群新村、富台新村、自強新村、果貿二村、自治新村、慈光十三村，現今多已改建。

### 學校
- 臺南二中
- 私立崑山高中
- 私立聖功女中
- 延平國中
- 成功國中
- 寶仁國小
- 開元國小
- 大光國小
- 臺南美國學校（已拆除）

### 醫療
- 成大醫院
- 日軍臺南衛戍病院→陸軍第804總醫院→成功大學力行校區